# NGC 664
NGC 664 је спирална галаксија у сазвежђу Рибе која се налази на NGC листи објеката дубоког неба.
Деклинација објекта је + 4° 13' 21" а ректасцензија 1h 43m 45,9s. Привидна величина (магнитуда) објекта NGC 664 износи 12,9 а фотографска магнитуда 13,7. NGC 664 је још познат и под ознакама UGC 1210, MCG 1-5-29, CGCG 412-23, IRAS 01411+0358, PGC 6359.